# Prokwanil
Prokwanil, proguanil – organiczny związek chemiczny, lek przeciwmalaryczny stosowany, pod postacią chlorowodorku, w profilaktyce zimnicy.
Prokwanil hamuje podziały zarodźców sierpowatego i ruchliwego w erytrocytach przez inhibicję reduktazy dihydrofolianowej. Jest skuteczny wobec sporozoitów pasożyta. Zwykle stosuje się go w połączeniu z atowakwonem lub chlorochiną.

Przeczytaj ostrzeżenie dotyczące informacji medycznych i pokrewnych zamieszczonych w Wikipedii.